# پاتریشیا کیمبرلی
پاتریشیا کیمبرلی (زاده ۶ ژانویه ۱۹۸۴) یک پورن استار برزیلی است. ماری کلر به دلیل تعداد فالوورهای زیادی که در شبکه‌های اجتماعی دارد، از او به عنوان یک «اینفلوئنسر جنسی» یاد کرده‌است.
کیمبرلی در سن ۱۸ سالگی کار خود را به عنوان یک فاحشه در کلوپ‌های شبانه سائوپائولو آغاز کرد. در سال ۲۰۰۵، او شروع به کار در فیلم‌های بزرگسالان کرد. او اغلب به برنامه‌های گفتگو و مصاحبه دعوت می‌شود تا به نفع فحشا و صنعت فیلم بزرگسالان صحبت کند. در سال ۲۰۱۸، کیمبرلی برنده کارناوال سائوپائولو شد.

## جوایز
| سال | جایزه                                           | فیلم                       | نتیجه |
| --- | ----------------------------------------------- | -------------------------- | ----- |
| style="background: #9EFF9E; color: #000; vertical-align: middle; text-align: center; " class="yes table-yes2 notheme"\|برنده | جایزه سکسی هات - بهترین صحنه طلسم               | Pés do prazer              | برنده |
| 2016 | جایزه سکسی هات - بهترین صحنه سکس با نفوذ دوگانه | به عنوان fantasias de Paty | برنده |
| 2016 | جایزه سکسی هات - بهترین صحنه طلسم               | کورنولندیا ۳               |       |
| 2016 | جایزه سکسی هات - بهترین صحنه عیاشی/جنگ بانگ     | Orgia na piscina           |       |
| 2016 | جایزه سکسی هات - بهترین صحنه مناژ               | به عنوان fantasias de Paty |       |
| 2016 | جایزه سکسی هات - بهترین عنوان                   | به عنوان fantasias de Paty |       |
| 2017 | جایزه سکسی هات - بهترین بازیگر زن               | Uberxxx da Paty            |       |
| 2017 | جایزه سکسی هات - بهترین صحنه عیاشی/جنگ بانگ     | ارگاسم Múltiplos           |       |
| 2017 | جایزه سکسی هات - بهترین صحنه لزبین              | Garotas da Van Rolê Vip    |       |